# Pierre Duflos le Jeune
Pour les articles homonymes, voir Duflos.
Pierre Duflos le Jeune est un graveur en taille-douce français, né à Lyon le 19 août 1742 et mort à Paris en 26 avril 1816.

## Biographie
Il est le fils de Nicolas-Simon Duflos (vers 1704-1761), graveur, marié à Jeanne Leblond en 1727. Il est le neveu de Claude-Augustin Duflos.
Après la mort de son père, il se rend à Paris pour parfaire son apprentissage pendant trois ans, d'après une annonce parue dans les Petites affiches lyonnaises du 3 décembre 1766. Il a réalisé quelques planches pour l'ouvrage Nouvelle méthode raisonnée du blason ou de l'art héraldique, paru à Lyon, chez Pierre Bruyset Ponthus, en 1770.
Pierre Duflos s'installe à Paris en 1771, « Rue Saint-Victor, la troisième porte cochère en entrant par la place Maubert ».
Il se marie le 14 octobre 1780 en l'église Saint-Benoît-le-Bétourné avec Marie-Élisabeth Thibault (17..-1803), "femme graveur".
Il a surtout réalisé des illustrations, pour la plupart d'après Clément-Pierre Marillier, Jacques-Louis Touzé et Jean Touzé. En étroite collaboration avec son épouse, il a exécuté le Recueil d'estampes représentant les grades, les rangs et les dignités suivant le costume de toutes les nations existantes.
Il a cessé de graver bien avant sa mort car, en 1816, il est qualifié d'« ancien sculpteur en taille-douce et propriétaire ».

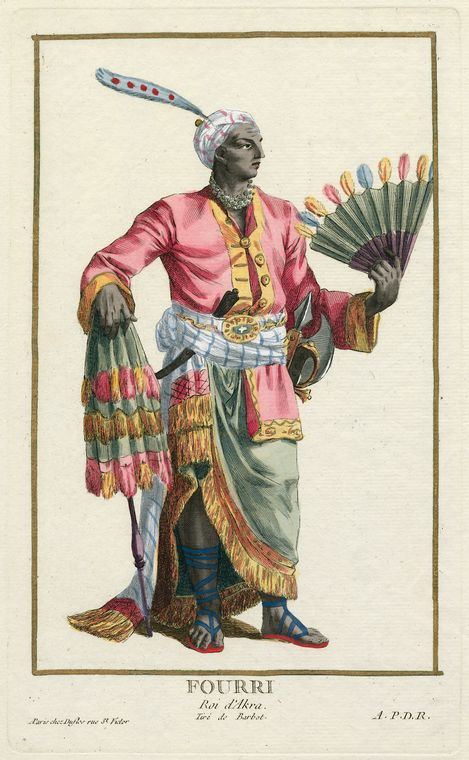
Fourri, roi d'Accra

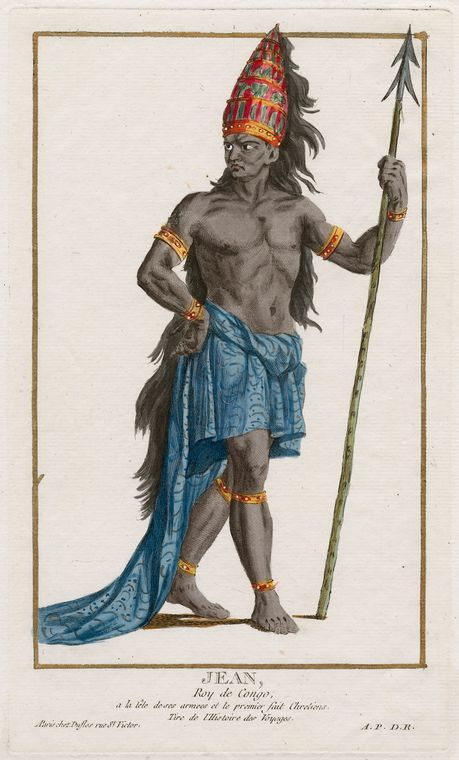
Jean Ier, roi du Congo

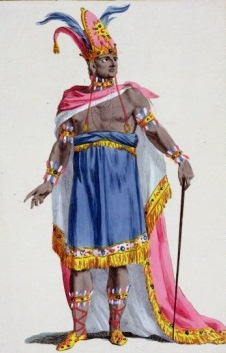
Montezuma, souverain aztèque

## Publications
- Pierre Duflos, Marie-Élisabeth Thibault, Clément-Pierre Marillier, Recueil d'estampes représentant les grades, les rangs et les dignités, suivant le costume de toutes nations existantes ; avec des explications historiques, & la vie abrégée des grands hommes qui ont illustré les dignités dont ils étaient décorés, chez Duflos le Jeune, 1780 (lire en ligne).
- Jean-François Vauvilliers, Abrégé de l'histoire universelle en figures, ou recueil d'estampes représentant les sujets les plus frappants de l'histoire tant sacrée que profane, ancienne et moderne, avec les explications historiques qui s'y rapportent et les portraits en médailles des héros qui ont joué le plus grand rôle dans l'histoire, ornés de leurs attributs caractéristiques, 167 planches dessinées par Charles Monnet et environ quarante figures par Clément-Pierre Marillier, l'ensemble gravé par Pierre Duflos le Jeune et réuni en quatre tomes (tomes 1 et 2 : histoire sacrée tirée de la Bible ; tome 3 : histoire des Grecs ; tome 4 : histoire des Assyriens, des Lydiens, des Perses, des Egyptiens, des Phéniciens, des Scythes), chez Duflos, Paris, 1785.
- Costumes officiels et militaires, deux volumes, avant 1789 et an III de la République.

## Artistes interprétés (ordre alphabétique)
- Jean-Jacques Caffieri, sculpteur, Pierre Corneille, interprétation de la statue, 1787.
- Jean-Antoine Houdon, sculpteur, Anne Hilarion de Costentin de Tourville, interprétation de la statue, 1780.
- Félix Lecomte, sculpteur, François de Salignac de la Mothe-Fénelon, interprétation de la statue, 1780.
- Clément-Pierre Marillier, vignettes à l'eau-forte (dont La Vérité) parmi les 198 estampes pour Fables, nouvelles de Claude-Joseph Dorat, chez Delalain, La Haye et Paris, 1773 ; Lettre de Pline le Jeune sur la mort de son oncle par l'éruption de Vésuve en 79[2].
- Charles Monnet, 167 gravures pour Abrégé de l'histoire universelle, une figure pour Joachim ou le triomphe de la piété filiale d'Adrien-Michel-Hyacinthe Blin de Sainmore.
- Jean-Michel Moreau, Christophe Colomb fait saisir le cacique de Guanahani, gravure pour La découverte du Nouveau Monde de Jean-Jacques Rousseau[3].
- Hyacinthe Rigaud, Bossuet, évêque de Meaux, en pied ; Louis XIV, roi de France et de Navarre, 1780.
- Jacques-Louis Touzé, Jean-Jacques Poupart, confesseur de Louis XVI[4].
- Jean Touzé, Marie-Antoinette ; Charles Coffin, 1780.

## Réception critique
- « Certaines des représentations visuelles de l'Amérindien semblent évoquer tout naturellement cet ethos à la fois antique et aristocratique qu'on lui attribuait. Le Noble Indien de la nation d'Ottawa[5] gravé par Duflos est l'une des 264 planches qui ornent son Recueil d'estampes représentant les grades, les rangs et les dignités... dans lequel le texte est quasi absent... Il est vêtu du drapé à l'antique, lequel a pour effet de faire valoir sa noblesse naturelle, et adopte la pose dynamique de l'Apollon du Belvédère... L'image participe de manière éloquente à l'invention d'un Amérindien noble et rappelant l'antique, en traduisant le désir de voir l'aristocratie primitive restaurée et l'Antiquité ressuscitée en Amérique. » - Peggy Davis[6]

## Musées et collections publiques

### France
- Musée du Nouveau Monde, La Rochelle, Christohe Colomb fait saisir le cacique de Guanahani, d'après Jean-Michel Moreau[3].
- Cabinet des estampes de la Bibliothèque nationale de France, Paris.
- Musée Carnavalet, Paris, Maurice de Saxe[7] ; La découverte du Nouveau Monde : Christophe Colomb fait saisir le cacique de Guanahani, d'après Jean-Michel Moreau[8].
- Muséum national d'histoire naturelle, Paris, Lettre de Pline le Jeune sur la mort de son oncle par l'éruption du Vésuve en 79, d'après Clément-Pierre Marillier[2].
- Musée national du château de Pau, gravures d'après Jean Touzé et Clément-Pierre Marillier[9].
- Château de Versailles, Jean-Jacques Poupart, d'après Jacques-Louis Touzé[4].

### Pays-Bas
- Musée Teyler, Haarlem, Recueil d'estampes représentant les grades, les rangs et les dignités..., 1780.

### États-Unis
- National Gallery of Art, Washington, La découverte du Nouveau monde : Christophe Colomb fait saisir le cacique de Guanahani, d'après Jean-Michel Moreau[10].